# Pałac w Libercu
Pałac w Libercu – klasycystyczny budynek znajdujący się na Placu Pałacowym (Zámecké náměstí) w Libercu, w Czechach, którego obecny wygląd pochodzi z XVIII wieku.
Pierwotną budowlę, której fundatorami byli pochodzący ze śląskiej rodziny szlacheckiej bracia Krzysztof i Melchior von Redern ukończono w 1587 roku. W pałacu zachowała się renesansowa kaplica z początku XVII wieku. Obiekt nie jest udostępniony do zwiedzania.